# Městská autobusová doprava v Paříži

Logo pařížských městskách autobusů

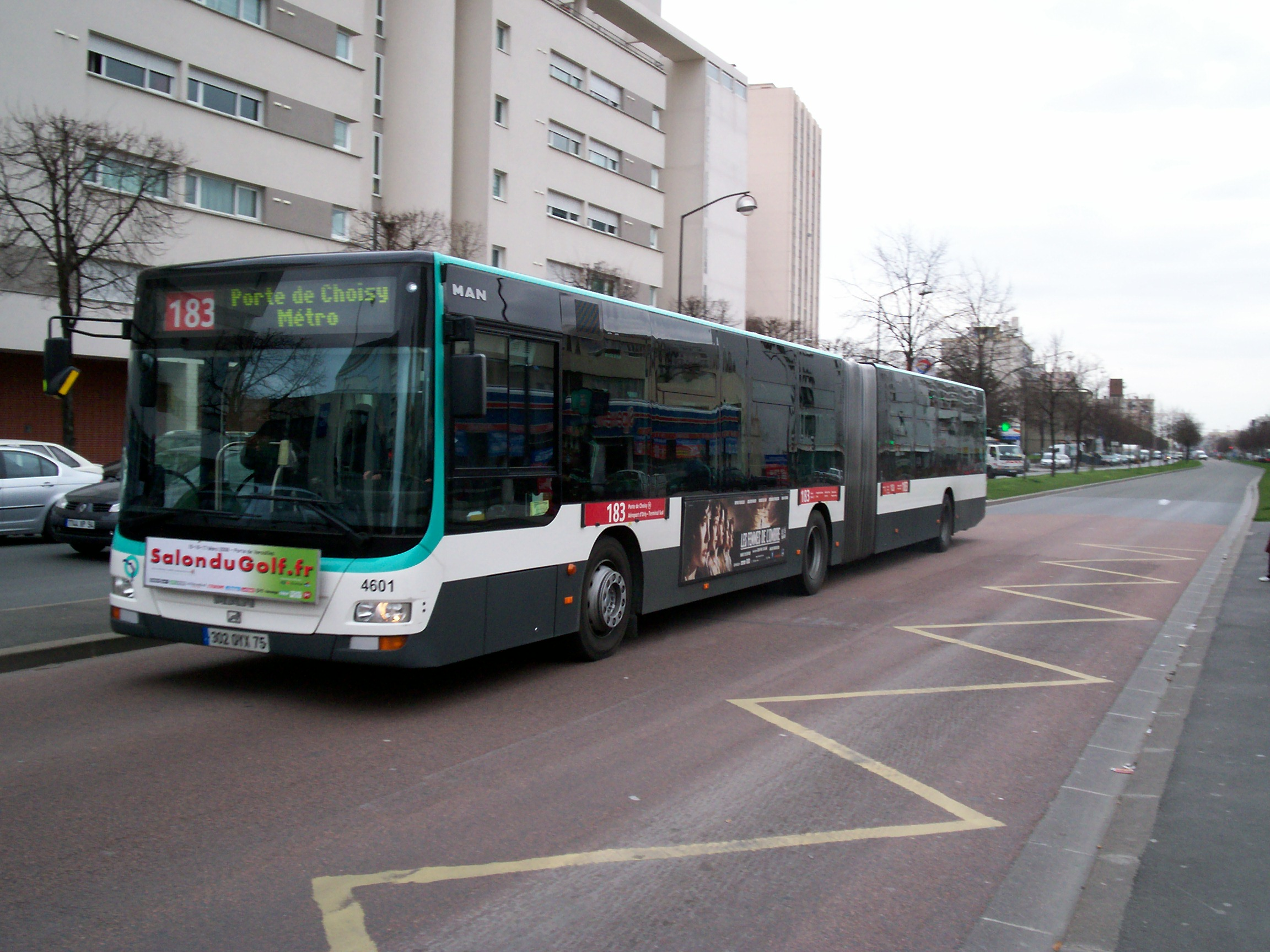
Pařížský kloubový autobus MAN Lion's City G

Městská autobusová doprava v Paříži zahrnuje území hlavního města a část přilehlé pařížské aglomerace. Hlavním provozovatelem je dopravní podnik RATP a vedle něj (především na předměstích) i mnoho soukromých dopravců organizovaných v asociaci OPTILE. Na organizaci a financování dohlíží Syndicat des transports d'Île-de-France (STIF). Provoz je denní i noční (Noctilien) a kromě běžných linek existují i zvláštní autobusové linky v režii RATP. První veřejnou síť v Paříži zorganizoval v roce 1662 Blaise Pascal. První regulérní omnibusy se objevily roku 1828. První klasické autobusy byly dány do provozu v roce 1906. V roce 2010 síť RATP zahrnovala 351 linek o celkové délce 3861 km se zhruba 12 000 zastávkami a 4577 vozy. V roce 2006 bylo přepraveno 1,314 miliardy cestujících (3,6 miliónu denně).

## Charakter provozu
Vzhledem k tomu, že centrum Paříže nemá tramvajové spojení, doplňují síť metra právě autobusové linky. Jejich síť je relativně hustá (v provozu je okolo 10 000 vozidel, z toho přes 4000 patří RATP). Soukromí provozovatelé jsou organizování ve sdružení Organisation professionnelle des transports d'Île-de-France (Profesní organizace dopravy v Île-de-France), obsluhují ale většinou příměstskou oblast, nikoliv centrum. V samotném centru města vede pouhých 65 linek.
Od roku 2000 je systém autobusové dopravy rozšiřován a zdokonalován; byly zřízeny speciální pruhy pro autobusy a taxíky, které jsou od ostatních pruhů fyzicky odděleny.
V noci je doprava zajištěna tzv. systémem Noctilien, v rámci nějž existuje 47 nočních linek. Noční linky se od denních, které jsou číslované mezi čísly 20–99, liší písmenem N před číslem a také symbolem v informačním systému, kde je písmeno doplněno červenou hvězdičkou .

## Vozidla

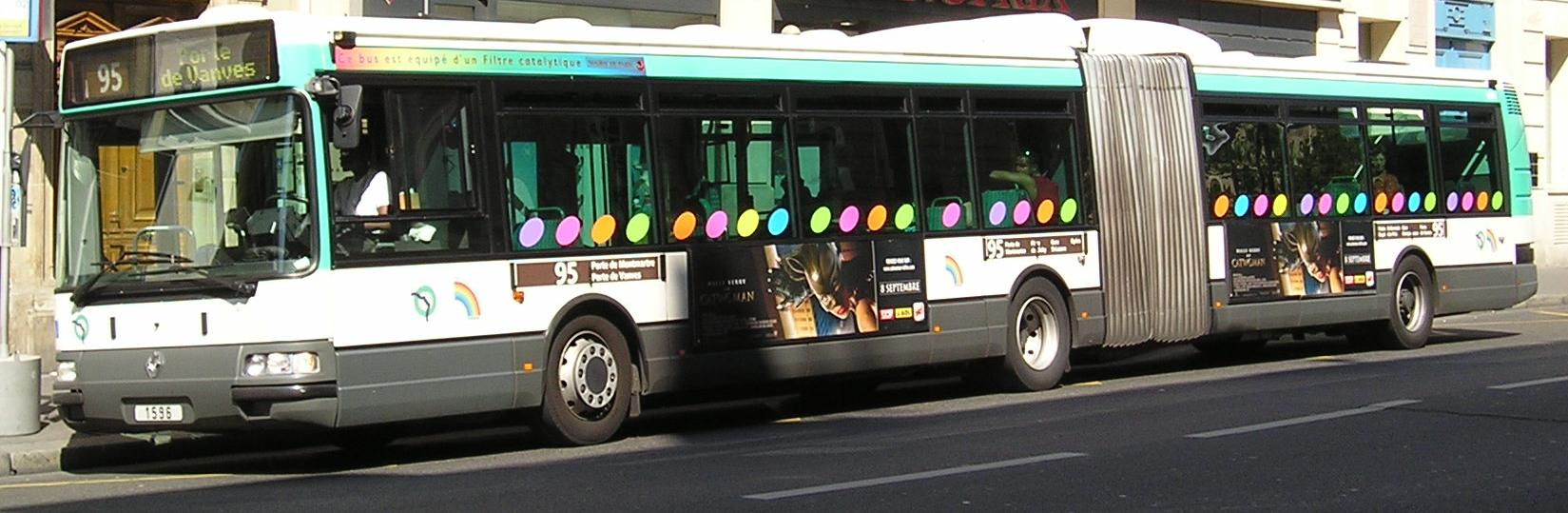
Kloubový autobus typu Renault Agora (Citybus 18M)

V současnosti jsou v Paříži v provozu následující typy autobusů:
- Mercedes-Benz Citaro
- Renault Agora (i kloubová verze)
- Renault SC 10 R
- Renault R 312 (předchůdce modelu Citybus)
- Heulliez GX 77 H

## Historie
Blaise Pascal začal provozovat první veřejnou dopravu v Paříži již v roce 1662. Od krále Ludvíka XIV. obdržel privilegium založit společnost pro provozování omnibusů, které jezdily po pěti tratích. Síť se nazývala carrosses à cinq sols (kočár za pět soldů). První linka byla otevřena 18. března mezi Lucemburským palácem a bránou Saint-Antoine se sedmi kočáry. Pět dalších linek bylo zprovozněno od dubna do července 1662, ale na každé jezdila jen tři osmimístná vozidla. Tento systém však předběhl svou dobu a také kvůli restrikcím pařížského parlamentu, který zakázal dělníkům a vojákům používat omnibusy, a rovněž kvůli zvyšování jízdného zanikla síť po 15 letech.

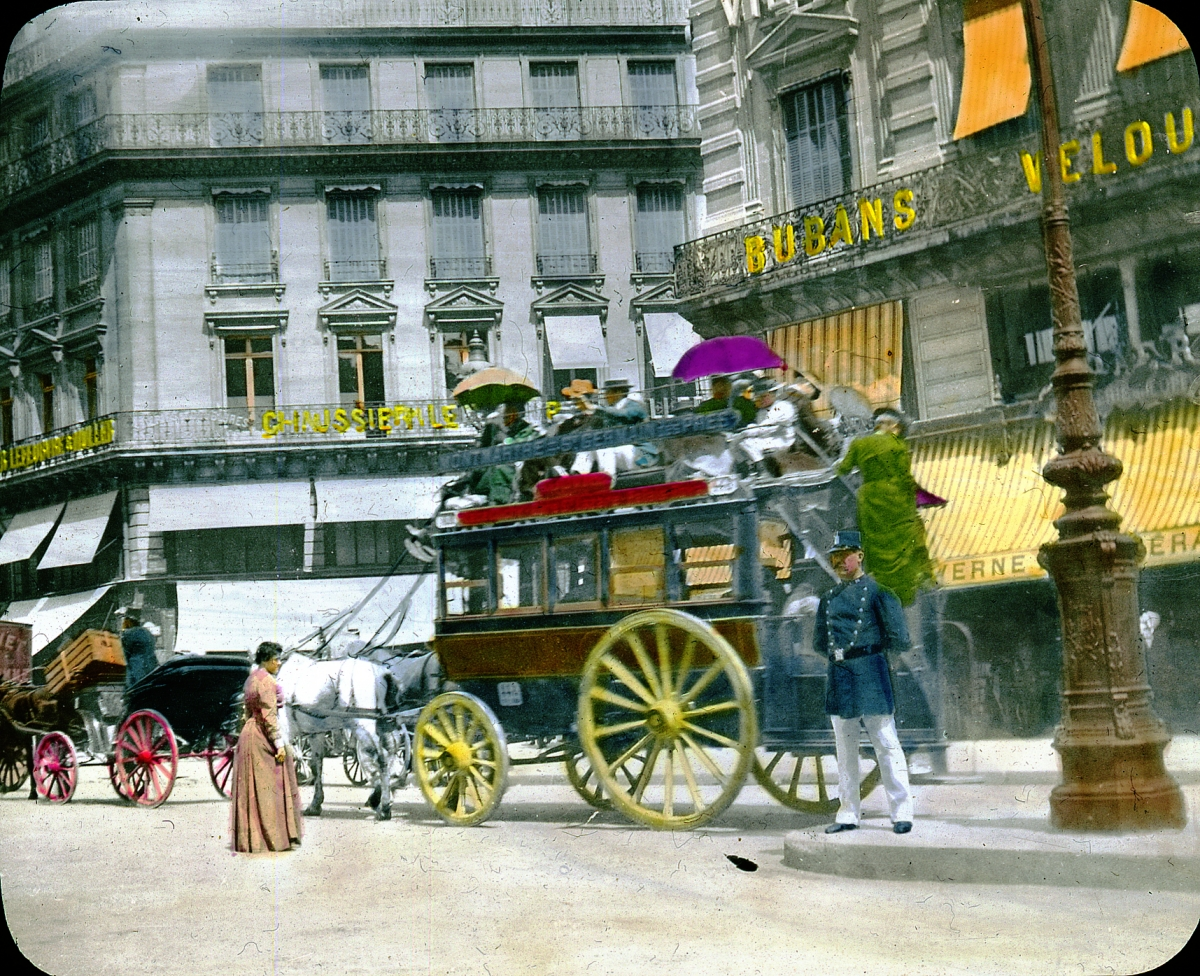
Omnibus na Avenue de l'Opéra (1900)

Další dopravní systém omnibusů se objevil až v roce 1828, kdy bylo zprovozněno deset pravidelných linek. Ten již zaznamenal okamžitý úspěch a za šest měsíců převezl dva a půl miliónu pasažérů. Od roku 1830 již deset společností provozovalo asi 100 vozů na 40 tratích. Konkurenční boj mezi provozovateli však přiměl prefekta departementu Seine předložit návrh na ukončení tohoto stavu. Císařským dekretem byla proto 22. února 1855 vytvořena Všeobecná omnibusová společnost (Compagnie générale des omnibus), která obdržela monopol na provozování veřejné dopravy v Paříži, Vincennes a Courbevoie na 30 let.
V roce 1902 bylo v Paříži (vedle metra a tramvají) 42 omnibusových linek o celkové délce 280 km. Vozový park zahrnoval 11 572 koní a 684 vozů umístěných ve 25 vozovnách. Každý omnibus měl kočího a průvodčího, kterému cestující platili jízdné.

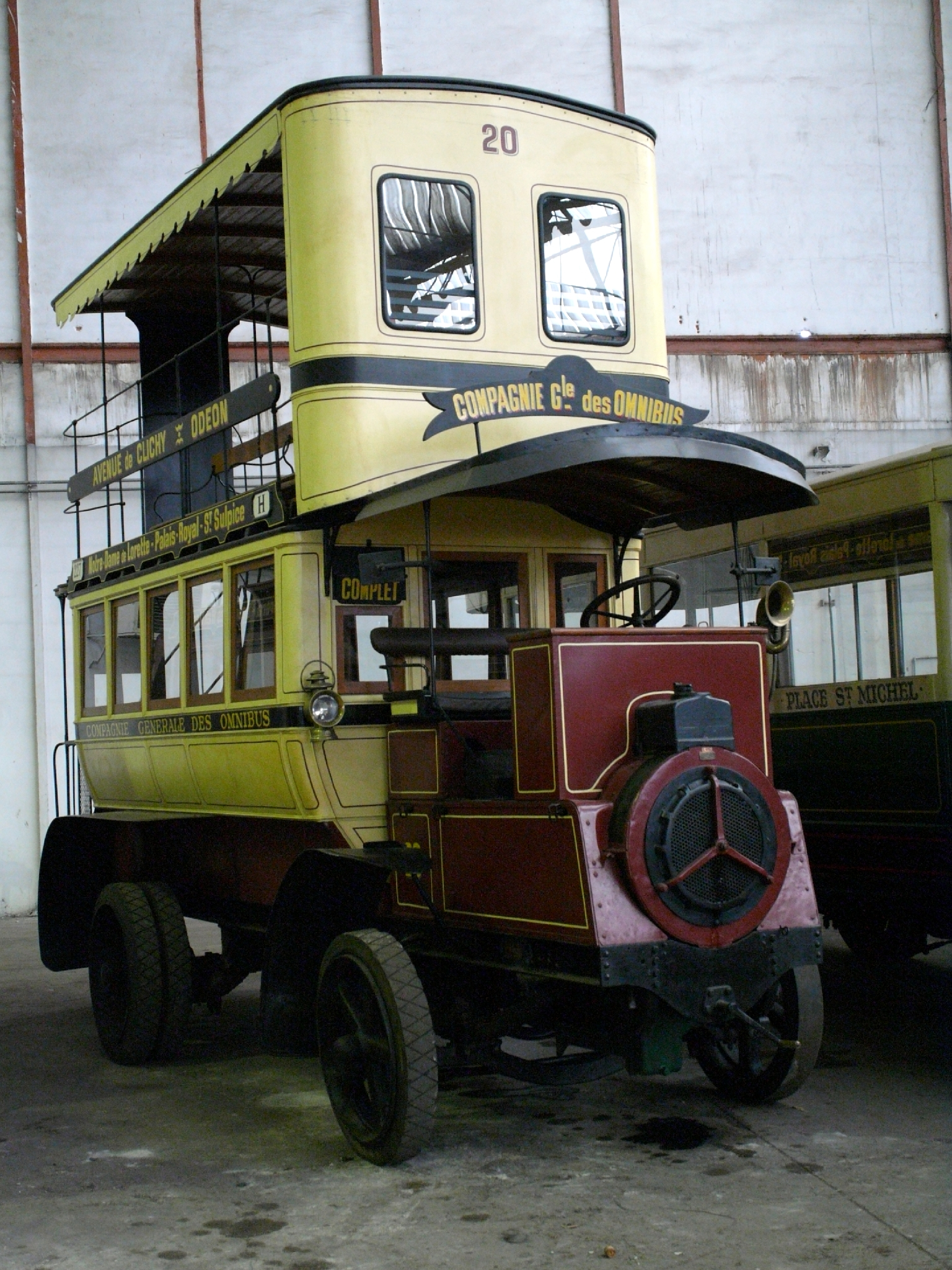
Autobus Schneider Brillié P2

V roce 1905 byl na Pařížském autosalónu představen veřejnosti nový typ vozidla – autobus. Již 11. června 1906 byla zprovozněna kompletní autobusová linka spojující Montmartre a Saint-Germain-des-Prés (linka AM) o délce 5,8 km. Compagnie générale des omnibus vybrala na základě konkurzu autobusy Schneider Brillié P2, které byly vystaveny na autosalonu předchozího roku. Krémově žluté autobusy měly kapacitu 32 osob (16 na střeše a 14 uvnitř). Benzínové autobusy začaly postupně nahrazovat omnibusy tažené koňmi. Po zavedení první linky vznikly rychle i další:
- linka C mezi Neuilly-sur-Seine a Hôtel de ville (20. srpna 1906)
- linka J mezi Montmartrem a Place Saint-Michel (1. listopadu)
- linka I mezi Pigalle a Halle aux vins (20. ledna 1907)
- linka AL mezi Porte d'Asnières a Montparnasse (24. března)
- linka H mezi Avenue de Clichy a Odéonem
- linka A mezi Avenue des Gobelins a kostelem Notre-Dame-de-Lorette (30. června)

Autobus linky S, o které píše Raymond Queneau ve svém díle Stylistická cvičení, odpovídá dnešní lince 84.
Autobusy si díky svému komfortu a rychlosti získaly rychle oblibu, ale také kritiku za zápach z benzínových motorů. V následujících letech prošly autobusy několika vlnami modernizace (osvětlení, vytápění, rychlost přesahující 20 km/h). Poslední omnibus tažený koňmi vyjel 11. ledna 1913 na lince L mezi La Villette a Saint-Sulpice.
V letech 1910–1914 Compagnie générale des omnibus získala licenci i na provoz tramvají a proběhly další úpravy sítě – byly zavedeny přestupní lístky a rozdělena 1. a 2. třída. Byly zavedeny též noční spoje a speciální linky po skončení divadelních představení či závodů a během svátků jako jsou Všech svatých, Vánoce nebo Nový rok. V roce 1914 síť tvořila 923 km tramvajových linek a 245 km autobusových.

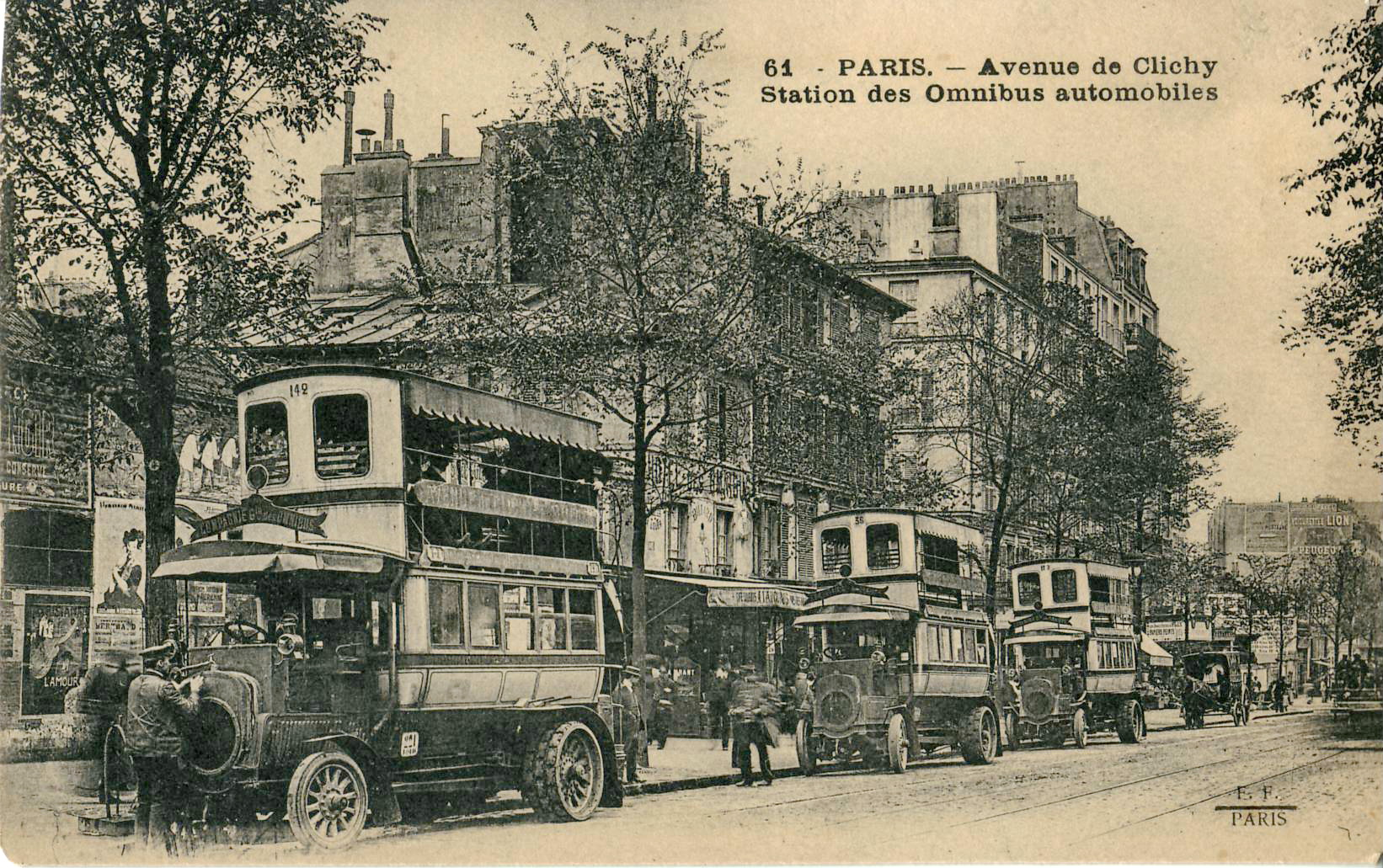
Stanice na Avenue de Clichy

Změna přišla po vypuknutí první světové války. Dne 1. srpna 1914 Francouzská armáda zabavila pro válečné účely všechny autobusy, z nichž bylo 120 ihned odesláno na frontu. Některé byly použity i při bitvách na Marně, na Somě nebo u Verdunu. Tím pádem byla doprava v Paříži velmi omezena a některé čtvrti zůstaly bez spojení. Jen nejnezbytnější linky byly provozovány pod dohledem ministerstva války. V červnu 1916 byla zprovozněna trať La Madeleine – Place de la Bastille s ženským personálem, v srpnu Saint-Lazare – Place Saint-Michel.
V roce 1918 zůstalo k dispozici jen asi 100 provozuschopných autobusů. V roce 1919 fungovalo 25 linek oproti 43 předválečným. Byly zakoupeny nové autobusy Schneider H, ale neustálé zvyšování nákladů při zachování cenového stropu z roku 1913 znamenalo pro společnost finanční těžkosti. Navíc stávka zaměstnanců za vyšší platy, které byly následně zvýšeny, ještě prohloubila finanční problémy. Za této situace prefekt povolil navýšení jízdného v roce 1919 a poté ještě 1920. Odpor k dosavadnímu systému koncesí se tak zvýšil.
Nespokojenost cestujících i zaměstnanců dopravních společností vedla ke vzniku jednotné organizace městské dopravy v Paříži i na předměstích pod správou departementu Seine. Smlouva uzavřená 25. prosince 1920 svěřila provoz veřejné dopravy (všech tramvají a autobusů) v celé pařížské aglomeraci Společnosti veřejné dopravy v pařížském regionu (Société des transports en commun de la région parisienne) na období od 1. ledna 1921 do 31. prosince 1950. V roce 1923 byly na lince E Madeleine – Bastille nasazeny nové vozy s větší kapacitou Schneider H6. V roce 1925 společnost STCRP přepravila autobusy 345 miliónů cestujících.
V polovině 20. let rozvoj automobilové dopravy a vliv lobby ropného a automobilového průmyslu vedly k omezení tramvajové dopravy, takže po roce 1930 začala STCRP pod politickým tlakem nahrazovat tramvajové linky autobusovými. V roce 1930 vozový park čítal 1700 autobusů oproti 3700 tramvajím, roku 1934 se již poměr obrátil na 1600 tramvají oproti 2900 autobusům. Koncem roku 1936 již bylo jen 348 tramvají na 3600 autobusů. V roce 1937 byla tramvajová doprava v Paříži zcela zrušena, v roce 1938 i na předměstí, s výjimkou trati ve Versailles, která zůstala v provozu až do roku 1957. Tramvajové vozovny byly přeměněny na autobusové. Stejně tak byla postupně uzavřena i železniční trať Petite Ceinture.
Omezení provozu přinesla druhá světová válka. Dne 23. srpna 1939 STCRP obdržela nařízení o rekvizici značné části svého vozového parku pro zajištění přepravy vojáků. Přesto zůstala omezená doprava až do všeobecné mobilizace a do května 1940 fungovalo 106, později 111 linek.

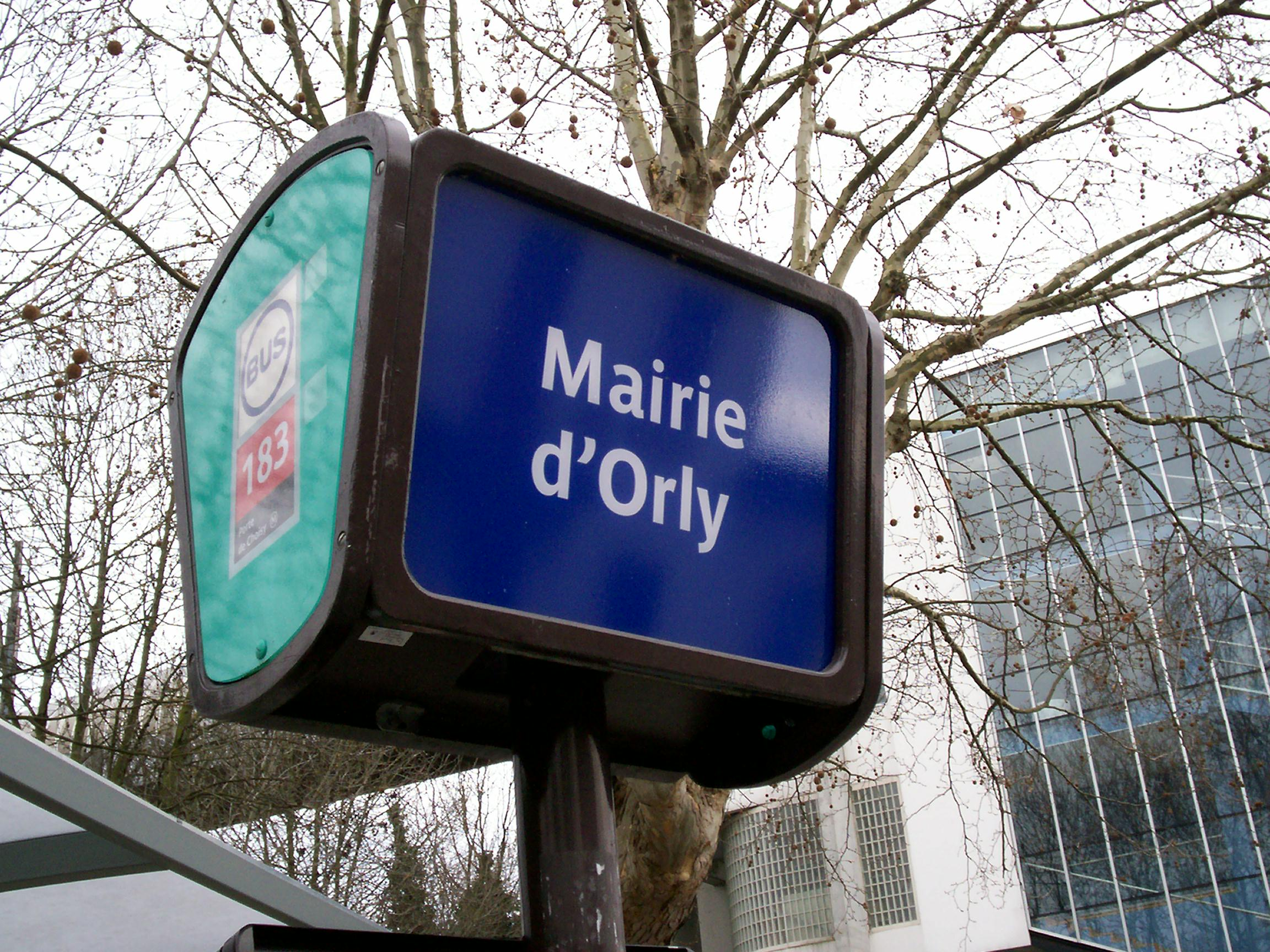
Označení zastávky v Orly

K úplnému zastavení provozu došlo při okupaci Paříže 12. června 1940, ale od srpna byl provoz obnoven. Dne 1. prosince bylo obnoveno 44 linek, ale STCRP musela projevit značnou vynalézavost při nedostatku pohonných hmot. Vozy byly upraveny, aby mohly jezdit na svítiplyn, koksárenský plyn, alkohol nebo na plyn z dřevěného uhlí. Ale nedostatek koksu a posléze i pneumatik omezovaly služby, takže na počátku roku 1942 bylo v provozu jen 511 autobusů.
V té době bylo rovněž rozhodnuto sloučit sítě pozemní dopravy a pařížského metra pod správu jedné společnosti. Od 1. ledna 1942 proto provoz autobusů převzala Compagnie du chemin de fer métropolitain de Paris.
Nedostatek paliva přiměl úřady uvažovat o elektrickém pohonu a proto se v Paříži objevil nový typ dopravy – trolejbusy. Byly zprovozněny dvě linky 63 (Rond Point du Petit Colombes – Porte de Champerret) a 64 (Place Galilée – Porte de Champerret). Další dvě tratě (183 Porte de Choisy – Choisy le Roi a 185 Porte d'Italie – Cimetière de Thiais nebo Asile de Villejuif) byly v provozu až do roku 1953, respektive 1966. Ve dnech před osvobozením Paříže a během pařížského povstání byla veřejná doprava zcela rozvrácena. Po osvobození měl vozový park 500 provozuschopných autobusů z celkového počtu 1150 (v roce 1939 jich bylo 4000).
Dne 3. ledna 1945 jmenoval ministr dopravy René Mayer provizorního správce pařížské hromadné dopravy. Bylo třeba zajistit základní provoz sítě a zahájit obnovu vozového parku a zařízení. Po pěti letech války byla síť zcela rozvrácená, podstatná část vozidel zmizela nebo byla mimo provoz, dílny byly zčásti zničené a značné obtíže představovaly dodávky paliva a pneumatik.
Bylo zahájeno pátrání po osudech ztracených autobusů po celé Francii i v zahraničí. Během čtyř let se podařilo nalézt přes 1200 autobusů, z nichž bylo 500 ještě provozuschopných. Centrální dílny, těžce poškozené bombardováním v roce 1944, byly opraveny. Na počátku roku 1946 měl vozový park 1000 autobusů schopných provozovat 11 linek v Paříži a 55 na předměstí. Na konci tohoto roku to bylo již 1500 vozidel a 30 linek v Paříži a 67 na předměstí. Koncem roku 1948 již 2000 autobusů se 38 linkami ve městě a 75 na předměstí o celkové délce 964 km.

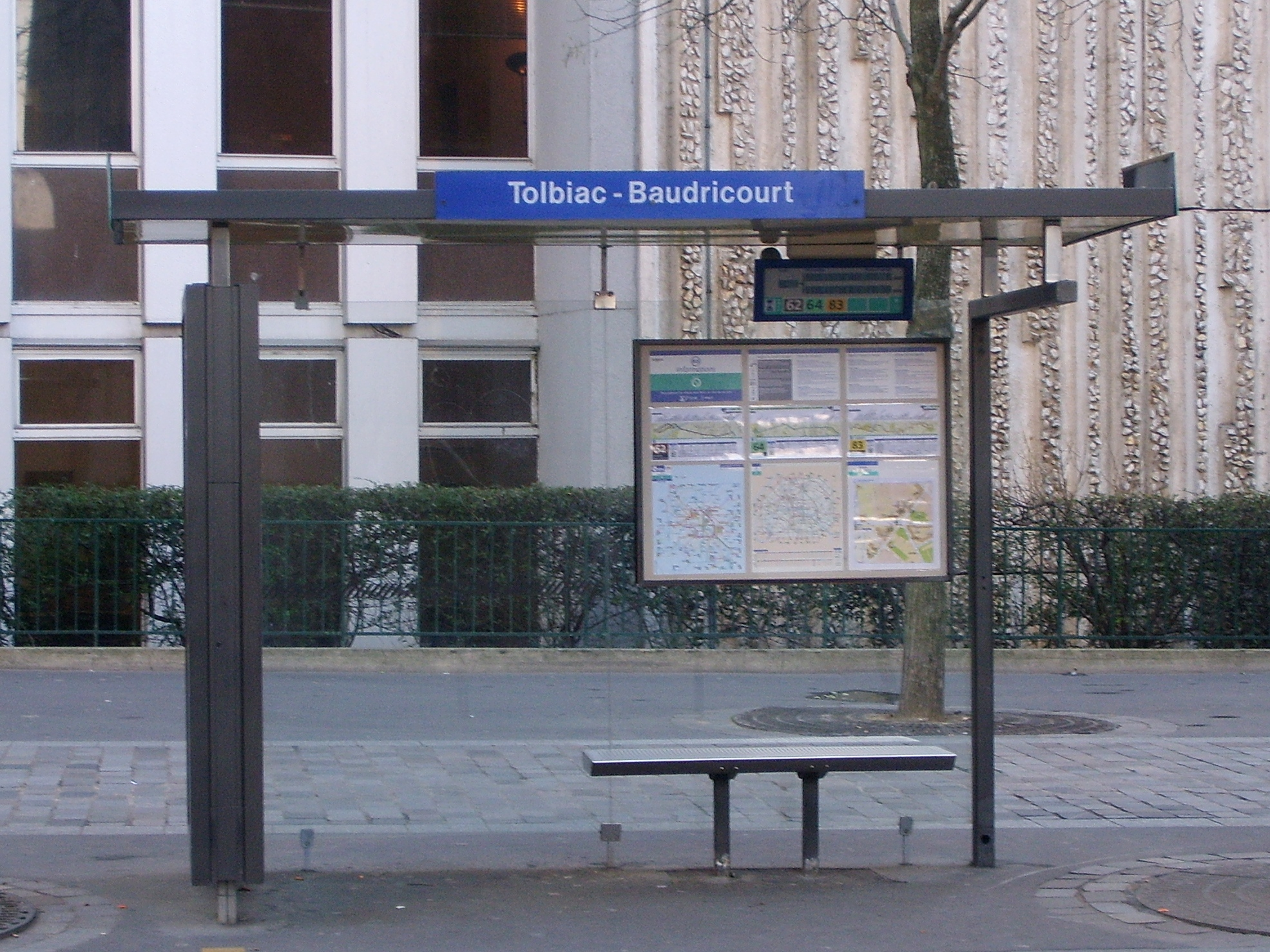
Zastávka v ulici Rue de Tolbiac (13. obvod)

V letech 1950–1962 nově zřízený dopravní podnik RATP uvedl do provozu 1700 nových vozů i přes ekonomické poválečné potíže. Souběžně vznikl systém oddělených zón pro město Paříž a pro předměstí. V centrální zóně byly autobusové linky určeny především jako doplněk pařížského metra a obsluhovaly převážně hlavní turistická místa a čtvrti s malou hustotou stanic metra. Na předměstích sloužily autobusy jako prodloužení linek metra. Na vzdálenějších předměstích pak zajišťovaly spojení se železničními stanicemi. Další linky pak spojovaly jednotlivá města. Díky těmto opatřením přeprava stoupla z 600 miliónů osob v roce 1946 na 900 miliónů v roce 1948.
Nicméně modernizace sítě nezabránila postupnému snižování cestujících: z 852 miliónů v roce 1960 klesl počet cestujících na 501 milión v roce 1973. Hlavním důvodem byla rychle rostoucí osobní automobilová doprava, která paralyzovala autobusy v dopravních zácpách a snížením rychlosti se snižovala i obliba sítě. Průměrná rychlost klesla o 20 % na 14 km/h v Paříži a 10 km/h na předměstí. Změnu mělo přinést opatření na vymezení samostatného pruhu pro autobusy. První v délce jednoho kilometru byl zřízen 15. ledna 1964 na nábřeží Quai du Louvre a Quai de la Mégisserie. Přestože se podařilo snížit zpoždění, dalšímu rozvoji bránili pařížští obchodníci a tak v roce 1966 přibylo jen 410 metrů a 1967 dalších 220 m. Přesto se politickým rozhodnutím v následujících letech délka samostatných pruhů zvýšila na 6,5 km v roce 1968 a 26 km v roce 1971. Tím začal počet cestujících po letech stagnace opět stoupat na 526 miliónů pasažérů roku 1974.
V květnu 1972 byly první autobusy vybaveny radiotelefonem a do roku 1979 jej měly všechny vozy. Ženy začaly řídit autobusy od roku 1963.
V roce 1975, kdy byla zavedena Carte Orange, se zvýšil počet uživatelů a roku 1976 stoupl jejich počet na 680 miliónů. Přesto na konci 70. let došlo opět k jejich poklesu.

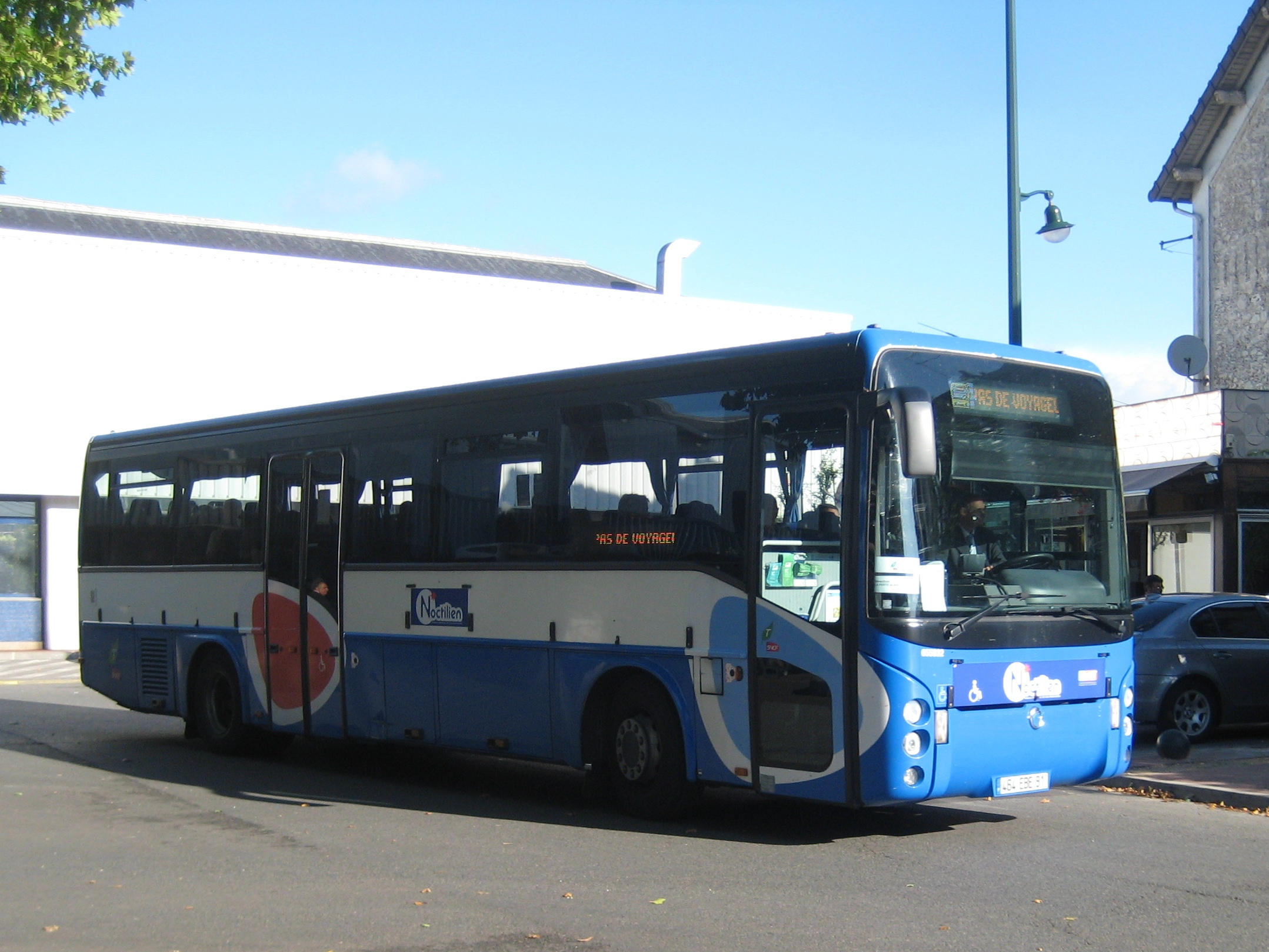
Autobus Noctilien

Na konci 80. let byla upravena síť linek a jejich číslování. V roce 1997 firma Renault dodala nové vozy Agora umožňující snazší nástup pro starší a handicapované osoby. Na počátku roku 2002 jezdilo přes 2000 těchto vozů včetně kloubové verze (nasazené roku 2000).
RATP následně doplnila svůj vozový park o autobusy MAN typu NL 223 a Mercedes-Benz O530 neboli Citaro. Na konci roku 2006 byla Agora nahrazena typem Citelis Line firmy Iveco. Navíc od roku 2007 dodala firma Scania vozy Scania Omnicity.
S ohledem na ochranu životního prostředí jsou vozy nízkoemisní. Některé jsou vybaveny filtry pevných částic, jiné jezdí na LPG. V roce 1996 výrobce Power Vehicle Innovation dodal Montmartrobusy na plně elektrický pohon. Kvůli omezení výfukových plynů z automobilové dopravy přistoupila pařížská radnice pod vedením socialistického starosty Bertranda Delanoë počínaje rokem 2001 k masivnímu zavádění samostatných pruhů pro autobusy oddělených obrubníkem, který není možné přejet.
V roce 2006 byla v Paříži po mnoha desetiletích obnovena tramvajová doprava, která v okrajových částech města nahradila autobusy (mezi Pont du Garigliano a Porte d'Ivry).
Ve spolupráci STIF, RATP a města Paříže byl vytvořen projekt hlavních autobusových linek Mobilien. Navíc bylo rozhodnuto posílit autobusové spoje o nedělích a svátcích, které byly od 60. let omezeny. Od prosince 2012 nejezdí v tyto dny pouze linky 32, 56, 73, 84 a 93, ostatní spoje mají provoz jako ve všední dny nebo jen částečně omezený. Obdobná tendence je i na předměstích.